# Dominique Mézerette
Dominique Mézerette est un réalisateur et scénariste français, né le 13 avril 1955 à Paris et mort le 11 juillet 2016 à Bagnolet.
Il est connu du grand public pour sa collaboration avec Michel Hazanavicius sur la trilogie de films Le Grand Détournement.

## Biographie
Dominique Mézerette naît le 13 avril 1955 à Paris.
Dans les années 1990, il réalise trois films avec Michel Hazanavicius sur le principe du détournement : Derrick contre Superman, Ça détourne puis La Classe américaine qui connaît un succès postérieur. En 1999, il collabore au scénario de Trafic d'influence.
Il meurt à l'âge de 61 ans le 11 juillet 2016 à Bagnolet,, et est inhumé au cimetière du Père-Lachaise (division 49).

## Filmographie

### Comme réalisateur
- 1992 : Derrick contre Superman de Michel Hazanavicius et Dominique Mézerette
- 1992 : Ça détourne de Michel Hazanavicius et Dominique Mézerette
- 1993 : La Classe américaine de Michel Hazanavicius et Dominique Mézerette

### Comme scénariste
- 1992 : Derrick contre Superman de Michel Hazanavicius et Dominique Mézerette
- 1992 : Ça détourne de Michel Hazanavicius et Dominique Mézerette
- 1993 : La Classe américaine de Michel Hazanavicius et Dominique Mézerette
- 1994 : Le Cri coupé de Miguel Courtois Paternina
- 1999 : Trafic d'influence de Dominique Farrugia
- 2002 : Le Boulet de Thomas Langmann
- 2003 : Back to Saint-Tropez de David Moreau